# Астероїди типу А
Астероїди типу А — це рідкісні астероїди, які знаходяться у внутрішній частині головного поясу астероїдів. Вони мають виразну широку особливість поглинання на довжині хвилі 1 мкм, що свідчить про наявність олівіну — мінералу, поширеного в мантіях планет і великих астероїдів. Науковці вважають, що ці астероїди можуть бути залишками мантій повністю диференційованих небесних тіл, які в минулому зазнали сильних ударів і були частково або повністю зруйновані. Це означає, що вони є рідкісними свідками складних геологічних процесів у ранній Сонячній системі. Дослідження густини таких астероїдів, зокрема вибірки, що включала тіла A-, V- і X-типів, показало, що їх середня густина становить близько 3,6 г/см³. Це підтверджує їхню високу щільність і можливе походження з внутрішніх шарів великих планетезималей.